# Theodor Reingaard
Theodor Ferdinand Reingaard (8. september 1872 i København - 5. december 1946) var en dansk assistent, kontorschef og og idrætspioner medlem af Københavns FF.
Reingaard og hans fætter Axel Reingaard var medstifter af Københavns Fodsports-Forening (senere Københavns Idræts Forening) på Alfred Benses ungkarleværelse på Blegdamsvej 128, da tolv unge løbs- og gangsportsentusiaster 24. oktober 1892 stiftende den første atletikforening i Danmark. Som aktiv idrætsmand vandt han i 1895 distancemarchen Berlin-Stettin, da han gik de 154,9 km på 18:56,45.
Efter at venen Christian Christensen havde deltaget i OL i Paris i 1900 vandrede han og Reingaard gennem Frankrig over Pyrenæerne til Spanien langs Middelhavet til Italien helt ned til Napoli og gennem Schweiz og Tyskland hjem.
Theodor Reingaard arbejdede som assistent ved Aldersro Bryggeri